# Danza sportiva ai Giochi mondiali 2022
Le competizioni di danza sportiva ai Giochi mondiali 2022 si sono svolte dall'8 al 10 luglio 2022 alla Legacy Arena di Birmingham in Alabama, negli Stati Uniti d'America. L'evento era originariamente stato calendarizzato nel luglio 2021, ma i Giochi mondiali sono stati riprogrammati per l'anno successivo a seguito del rinvio dei Giochi olimpici estivi di Tokyo 2020, dovuto all'insorgere dell'emergenza sanitaria causata dalla pandemia di COVID-19.

## Podi
| Specialità                      | Oro                                            | Argento                                                  | Bronzo                                            |
| Standard (dettagli)             | Lituania Ieva Sodeikienė Evaldas Sodeika       | Italia Debora Pacini Francesco Galuppo                   | Lituania Veronika Golodneva Vaidotas Lacitis      |
| Latino-americano (dettagli)     | Moldavia Anna Matus Gabriele Pasquale Goffredo | Germania Khrystyna Moshenska Marius-Andrei Balan         | Francia Elena Salikhova Charles-Guillaume Schmitt |
| Rock'n'Roll (dettagli)          | Germania Michelle Uhl Tobias Bludau            | Svizzera Noëmi Kuran-Pellegatta Nicolas Kuran-Pellegatta | Austria Anna Sturm Matthias Feichtinger           |
| Breakdance maschile (dettagli)  | Victor Montalvo                                | Jeffrey Louis                                            | Shigeyuki Nakarai                                 |
| Breakdance femminile (dettagli) | Ami Yuasa                                      | Sunny Choi                                               | Ayumi Fukushima                                   |

## Medagliere
| Posiz. | Nazione     | Oro | Argento | Bronzo | Totale |
| ------ | ----------- | --- | ------- | ------ | ------ |
| 1      | Stati Uniti | 1   | 2       | 0      | 3      |
| 2      | Germania    | 1   | 1       | 0      | 2      |
| 3      | Giappone    | 1   | 0       | 2      | 3      |
| 4      | Lituania    | 1   | 0       | 1      | 2      |
| 5      | Moldavia    | 1   | 0       | 0      | 1      |
| 6      | Italia      | 0   | 1       | 0      | 1      |
| 6      | Svizzera    | 0   | 1       | 0      | 1      |
| 8      | Austria     | 0   | 0       | 1      | 1      |
| 8      | Francia     | 0   | 0       | 1      | 1      |
| Totale | Totale      | 5   | 5       | 5      | 15     |